# Primeiro processo de vacância presidencial contra Pedro Pablo Kuczynski
O primeiro processo de vacância presidencial contra Pedro Pablo Kuczynski, presidente do Peru de 2016 até 2018, foi iniciado pelo Congresso da República do Peru em 15 de dezembro de 2017 e encerrado em 21 de dezembro do mesmo ano. De acordo com Luis Galarreta, presidente do Congresso, "o processo para remover o presidente pode ser realizado em uma semana". A maioria do Parlamento peruano votou pela destituição do presidente, mas não alcançou os dois terços necessários, rejeitando portanto a vacância.

## Histórico
Pedro Pablo Kuczkynski foi acusado em delações da empreiteira Odebrecht (atual Novonor) de receber propina enquanto era ministro da Economia do então presidente Alejandro Toledo. Em pronunciamento em rede nacional ao lado de seus ministros, Kuczkynski afirmou que não renunciaria ao cargo e que retirassem seu sigilo bancário. O discurso não convenceu a maioria oposicionista do Congresso peruano, que pressionava o chefe de Estado a deixar o cargo.

## Resultado

### Congresso do Peru
| Votos necessários para a admissibilidade do processo: 87 |    |    |
| \| 79 \| 19 \| 21 \|                                     |    |    |
| 79                                                       | 19 | 21 |

| Votação para remover o Presidente Pedro Pablo Kuczynski do cargo no Congresso da República. | Votação para remover o Presidente Pedro Pablo Kuczynski do cargo no Congresso da República. | Votação para remover o Presidente Pedro Pablo Kuczynski do cargo no Congresso da República. |
| Resultado                                                                                   | Resultado                                                                                   | Reprovado                                                                                   |
| ------------------------------------------------------------------------------------------- | ------------------------------------------------------------------------------------------- | ------------------------------------------------------------------------------------------- |
| Maioria requerida                                                                           | Maioria requerida                                                                           | 87 de 130 (dois terços dos assentos)                                                        |
|                                                                                             | Sim                                                                                         | 79 / 130                                                                                    |
|                                                                                             | Não                                                                                         | 19 / 130                                                                                    |
|                                                                                             | Abstenções                                                                                  | 21 / 130                                                                                    |

## Consequências
Em março de 2018, três meses depois da primeira votação, o Congresso do Peru abre um novo processo de vacância presidencial contra o presidente. Posteriormente, vídeos começaram a circular nas redes no qual Kuczynski negocia compra de votos contra sua destituição com um dos filhos do ex-ditador Alberto Fujimori, Kenji Fujimori. No mesmo dia, o presidente apresentou seu pedido de renúncia ao Congresso peruano, o qual aceitou dois dias depois, empossando, consequentemente, seu vice-presidente Martín Vizcarra.